# Wolf Schmuel Borowitzky
Wolf Schmuel Borowitzky (* 11. Januar 1892 in Krementschuk, Ukraine; † 26. Februar 1940 in Sachsenhausen) war ein deutscher Fotograf und eine der 36 Personen, die aus Nordrach im Schwarzwald deportiert wurden.

## Leben
Borowitzky begann in Straßburg ein Medizinstudium; während des Ersten Weltkriegs war er in einem Krankenhaus in Frankfurt am Main. Aufgrund eines Nervenleidens befand er sich von 1915 bis 1916 im Schwarzwald zur Kur, zunächst in Hornberg und danach in Sankt Blasien. Schließlich kam er im Oktober 1917 nach Nordrach, das von da an sein Wohnsitz blieb. Borowitzky wohnte von 1917 bis 1923 im Gasthaus „Stube“, danach im dritten Stock des Hauses der Familie Schmezer (Nordrach, Im Dorf 3).
Da er von seinen Eltern keine Unterstützung mehr erhalten konnte, bestritt er nun seinen Lebensunterhalt verstärkt damit, die zahlreichen Nordracher Kurgäste zu fotografieren. Als im Herbst 1923 in Baden Unruhen und Auseinandersetzungen zwischen den extremen politischen Gruppen ausbrachen, wurde der sowjetische Staatsbürger Borowitzky offenbar auf dem Hintergrund einer Denunziation von der örtlichen Polizei beobachtet. Er stand im Verdacht, in staatsfeindlicher Manier Bolschewismus und Kommunismus zu unterstützen.
Am 24. Dezember 1923 verhaftete man Borowitzky schließlich in seiner Nordracher Wohnung, die danach von den Polizeibeamten sorgfältigst nach eventuellem Beweismaterial durchsucht wurde. Der Fotograf wurde trotz seines schlechten Gesundheitszustands in das Amtsgefängnis in Gengenbach gebracht.
Zusammen mit dem ebenfalls verdächtigen Nordracher Schuster Serge Oulianoff wurde er in Schutzhaft genommen. Da man ihm jedoch keine bolschewistischen Umtriebe nachweisen konnte, wurde Borowitzky Anfang Februar nach insgesamt sechswöchiger Haft wieder aus der Schutzhaft entlassen.
Trotz diesen negativen Erfahrungen blieb Wolf Borowitzky weiterhin in Nordrach und machte aus seinem Hobby einen Beruf. Statt einer Laufbahn als Mediziner, wie wohl ursprünglich geplant, rief er im rege besuchten Kurort Nordrach einen „Vertrieb von fotografischen Vergrößerungen, Plaketten und Postkarten“ ins Leben. Das Geschäft lief offenbar so gut, dass Borowitzky sogar mehrere Vertreter beschäftigen konnte. In den
1920er und 1930er Jahren müssen von ihm unzählige Postkarten mit dem Firmensignet „PHOTO–BORO“ herausgebracht worden sein.
Borowitzky hat die Außendarstellung des Kurorts Nordrach und der umliegenden Landschaft mit seiner Arbeit und durch seinen Postkarten–Verlag in diesen Jahren maßgeblich mitgeprägt. Er suchte die Motive für seine Karten aber nicht nur in der Nordracher Gegend, sondern weit darüber hinaus, wahrscheinlich sogar landesweit. Borowitzky konnte sein Fotogeschäft bis ins Jahr 1938 betrieben. Im Zuge des Novemberpogroms 1938 wurde auch Borowitzky verhaftet und am 10. November 1938 ins Konzentrationslager Dachau verschleppt.
Dort erhielt er die Häftlingsnummer 20971. Während seines Aufenthalts im Lager Dachau gingen seine Vertreter, so monierte man seitens des Nordracher Bürgermeisteramts gegenüber dem Wolfacher Bezirksamt, „immer noch auf seinen Namen zu den Leuten und machen Bestellungen“. Das Bürgermeisteramt bemerkte zudem: „Es wäre gut, wenn öffentlich vor diesen Leuten gewarnt würde, damit viele Volksgenossen vor Schaden bewahrt bleiben.“
Nach seiner Rückkehr aus dem Konzentrationslager Dachau, die erst Ende Januar 1939 erfolgte, entschloss sich Wolf Borowitzky zur Auswanderung aus Deutschland. Er verkaufte deshalb im Juni 1939 große Teile seiner Bestände für nur 100 Reichsmark an die Firma Photo-Grimm in Offenburg. Etwa 20.000 fertig produzierte Ansichtskarten und 1.500 Druckvorlagen wechselten bei dieser Aktion den Besitzer. Gelegentlich lassen sich heute noch Postkarten mit dem Firmennamen „PHOTO–BORO“ finden.
Wolf Schmuel Borowitzky gelang es nicht mehr, Deutschland zu verlassen. Aus bislang ungeklärten Gründen wurde er im November 1939 erneut aus Nordrach verschleppt und am 30. November 1939 in das Konzentrationslager Sachsenhausen nördlich von Berlin eingeliefert. Dort teilte man ihm die Häftlingsnummer 010121 zu und brachte ihn im Häftlingsblock 38 unter. Am 26. Februar 1940 kam Wolf Schmuel Borowitzky im KZ Sachsenhausen im Alter von 48 Jahren ums Leben. Über die Todesursache gibt es keine Angaben.